# Ipomoea madrensis
Ipomoea madrensis är en vindeväxtart som beskrevs av S. Wats. Ipomoea madrensis ingår i släktet praktvindor, och familjen vindeväxter. Inga underarter finns listade i Catalogue of Life.